# Oprichnik

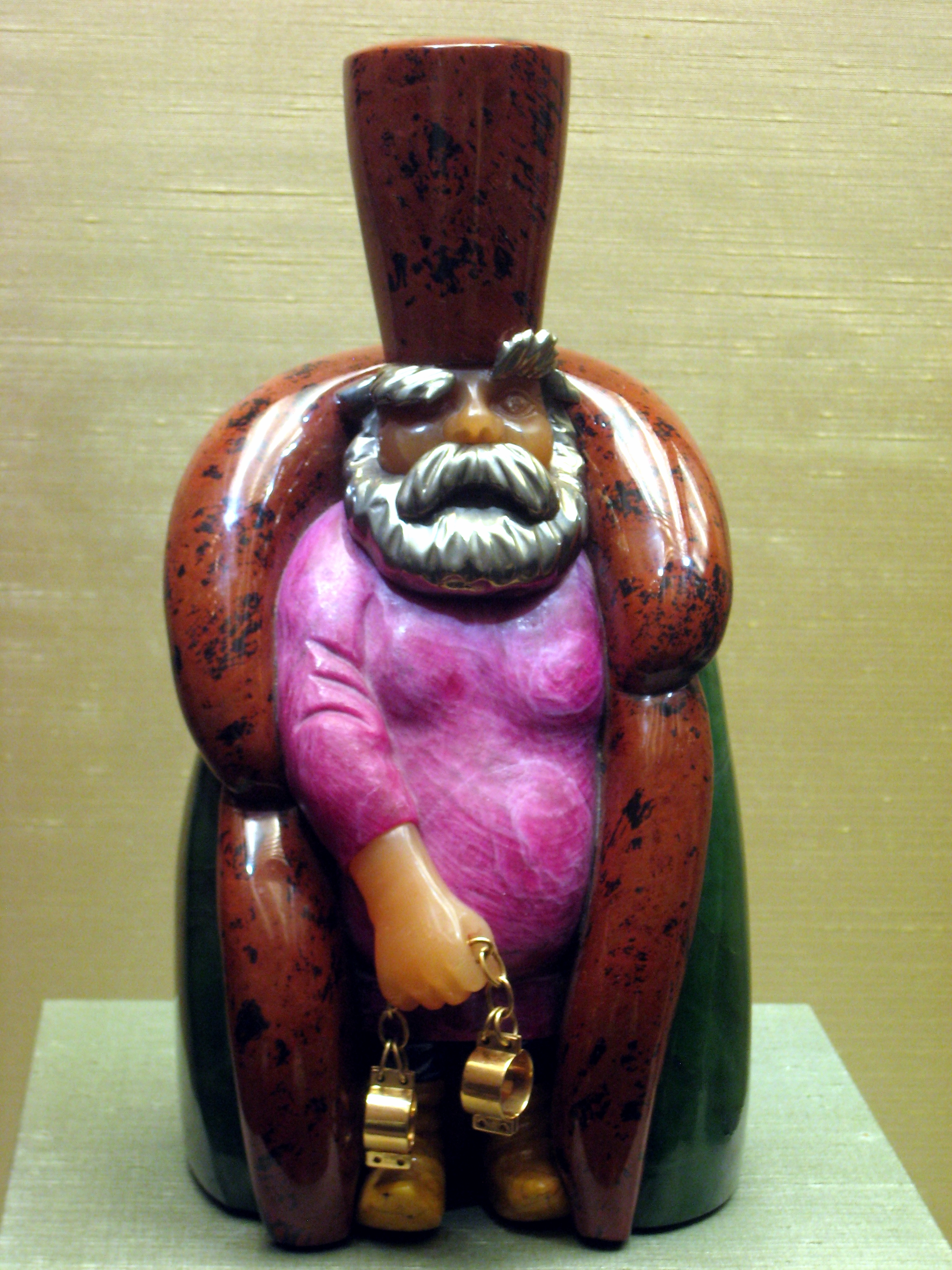
Opríchnik, obra de Kovalenko. Leningrado, 1978.

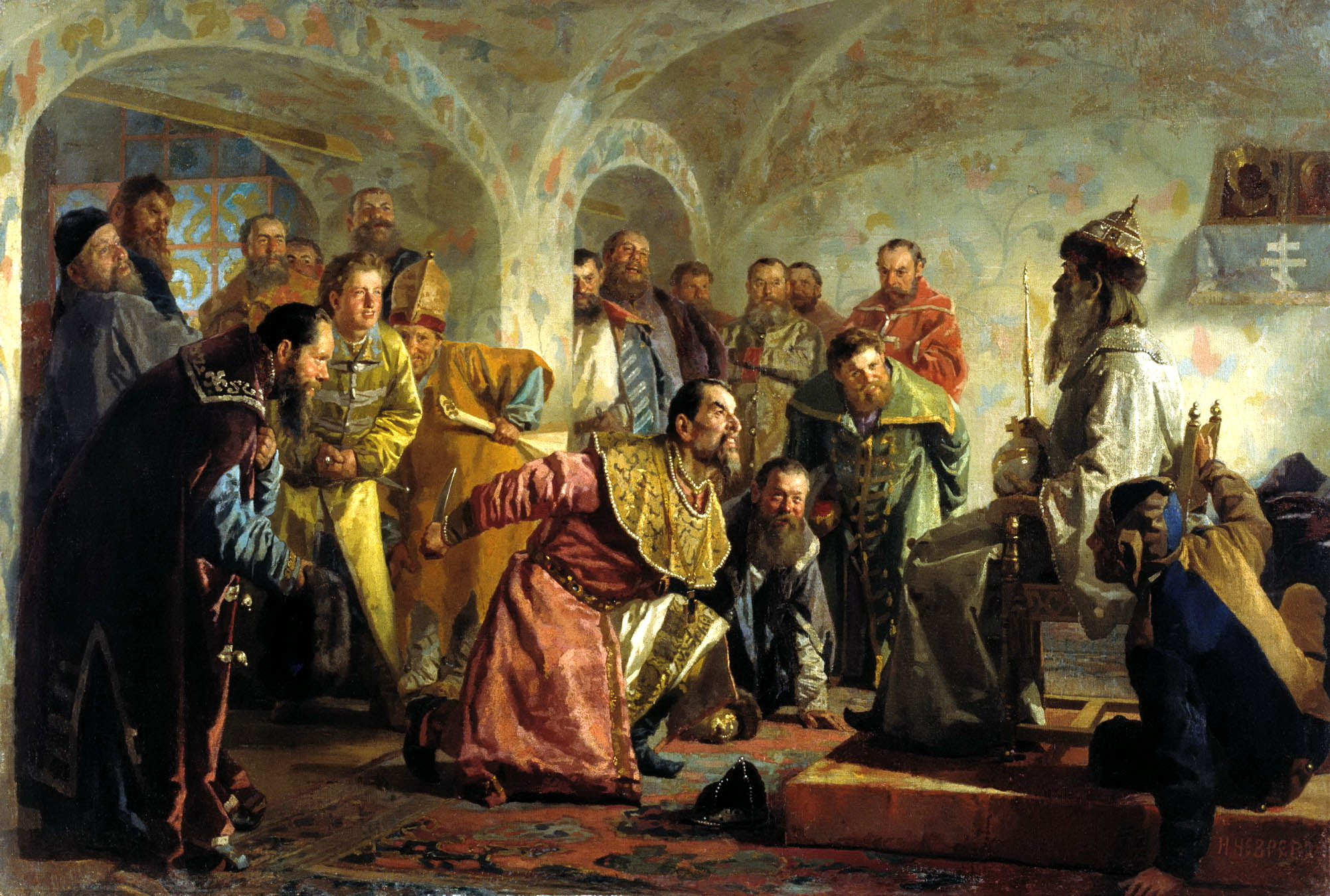
Opríchniki, obra de Névrev. Década de 1870.

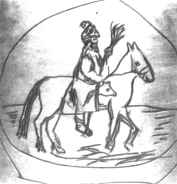
Opríchnik, grabado del.

Opríchnik (en plural ruso, opríchniki) es una palabra del antiguo idioma ruso que designaba a los individuos destinados a servir en la Opríchnina, o dominio territorial propio del zar Iván el Terrible de Rusia, siendo esta organización creada en el año 1565 con la finalidad de reforzar el poder personal del zar en oposición a la aristocracia tradicional de los boyardos.
Para administrar la Opríchnina, el zar Iván el Terrible necesitaba de un cuerpo especial de tropas, que no dependiera de los boyardos sino del propio zar y que mantuviera una fidelidad absoluta al emperador, además de obedecer ciegamente todas sus órdenes, por brutales que estas fueran. Para este fin Iván el Terrible reclutó rápidamente una guardia personal de 1500 individuos, aunque otras fuentes calculan que llegó a abarcar 6000 hombres, quienes quedaron organizados como una hermandad mitad religiosa y mitad militar, centrada en la lealtad a la persona del zar y en la obediencia total a sus mandatos.
Iván el Terrible formó esta nueva guardia reclutando solamente individuos que carecieran de vínculos de servicio (presentes o pasados) con los boyardos, y que fuesen capaces de anteponer su lealtad al zar antes que su lealtad hacia su familia o región de origen. La exigencia de abandonar toda lealtad hacia la familia y el entorno de origen causó que la gran mayoría de los opríchniki fuesen soldados veteranos nativos del norte de Rusia (zona escasa en grandes boyardos), pero también se incluían muchos aventureros y bandoleros, no solo rusos sino también tártaros y de otras naciones de Europa.
Para mantener la cohesión dentro de los opríchniki Iván el Terrible usaba no solo castigos físicos brutales (seguidos de una muerte sangrienta) contra quienes traicionaban su confianza sino que recompensaba magníficamente a sus leales otorgándoles una administración civil separada de las demás instituciones de gobierno, liberándolos de todo tributo, y elevándolos a un nivel de autonomía interna que solo poseía entonces la Iglesia ortodoxa rusa. Los opríchniki eran obligados a vivir mostrando una apariencia ascética similar a la de monjes, y 300 de ellos vivieron en un «convento» situado en Moscú anexo a las residencias del zar Iván en el Kremlin, donde el propio zar se unía a ellos en ceremonias semirreligiosas.
No obstante esta apariencia de religiosidad, la enorme autoridad y poder concedida por Iván el Terrible a los opríchniki, en la práctica les permitía cometer toda clase de crímenes contra la población que el zar consideraba desleal, sean aristócratas de todo nivel hasta campesinos, cometiendo desde asesinatos, violaciones, mutilaciones, robos varios, y saqueos, hasta torturas especialmente crueles para causar el mayor terror entre el pueblo (empalamientos, y descuartizamientos públicos, quema de prisioneros aún vivos  como «antorchas humanas»). Gracias a su autonomía política y jurídica concedida por el zar, este legitimaba y absolvía todos los delitos cometidos por los opríchniki, al punto que estos se convirtieron en personajes realmente temidos y detestados por la población.
Cabe precisar que los opríchniki no eran una fuerza destinada a servir como tropa contra enemigos externos, sino como una primitiva fuerza policial destinada a destruir a los enemigos internos del zar. Su ropaje era totalmente negro, tanto en la armadura como en la capa, y un casco donde aparecía el cráneo de un perro y una escoba, para simbolizar la orden del emperador de «barrer la inmundicia de Rusia» y su propia condición de «perros del zar» en atención a su ferocidad y lealtad al soberano. En 1568, un importante jefe de los opríchnik, Maliuta Skurátov, asesinó personalmente al metropolitano de Moscú Felipe II por orden de Iván el Terrible.
Una de las principales actuaciones de los opríchniki fue la masacre de Nóvgorod de enero de 1570, cuando Iván el Terrible creyó hallar una conspiración en su contra que sería inspirada por ricos aristócratas  y mercaderes de la próspera ciudad comercial de Nóvgorod. Después de haber tomado Nóvgorod con sus tropas, Iván encargó a los opríchniki la represión en esa ciudad, matando los opríchniki a cerca de 3000 habitantes de la urbe (casi la cuarta parte de la población) de toda edad y sexo, arrojándolos vivos al helado río Vóljov, así como quemando, decapitando o descuartizando a sus víctimas.
Los opríchniki empezaron su decadencia debido a la continua paranoia de Iván el Terrible, que creía ver conspiraciones en todas partes. Las derrotas militares ante Suecia y Lituania hicieron que Iván el Terrible desconfiara de sus propios opríchniki inclusive antes de la matanza de Nóvgorod, haciendo ejecutar a algunos por parte de sus mismos compañeros. El ataque de los tártaros del Janato de Crimea contra Moscú a mediados de 1570, que destrozó e incendió gran parte de la ciudad, significó otra desgracia para los opríchniki, a quienes Iván culpaba de haberse entendido con los tártaros para dejar Moscú sin protección. La muerte de su cuarta esposa, Marfa Sobákina, por un envenenamiento en 1571, aumentó la desconfianza de Iván hacia los opríchniki, lo cual trajo otra ejecución masiva de estos.
Tras constatar la ineficacia económica de la Opríchnina, Iván el Terrible determinó disolver este régimen, y para ello colocó nuevos reclutas a su servicio, formados ahora como un ejército regular. Valiéndose de estos nuevos soldados, el zar asesinó a la mayor parte de los últimos opríchniki y disolvió su "Orden" en julio de 1572, asegurando que el cese de la Opríchnina no tuviera oposición alguna.